# Рабцевич, Александр Маркович
Алекса́ндр Ма́ркович Рабце́вич (14 марта 1897, д. Лозовая Буда Бобруйского уезда Минской губернии (ныне Могилёвская область Республики Беларусь) — 11 апреля 1961, Минск, Белорусская ССР) — советский партизан, командир отряда «Храбрецы», действовавшего в годы Великой Отечественной войны на временно оккупированной территории Белорусской ССР, Герой Советского Союза (5.11.1944).

## Биография

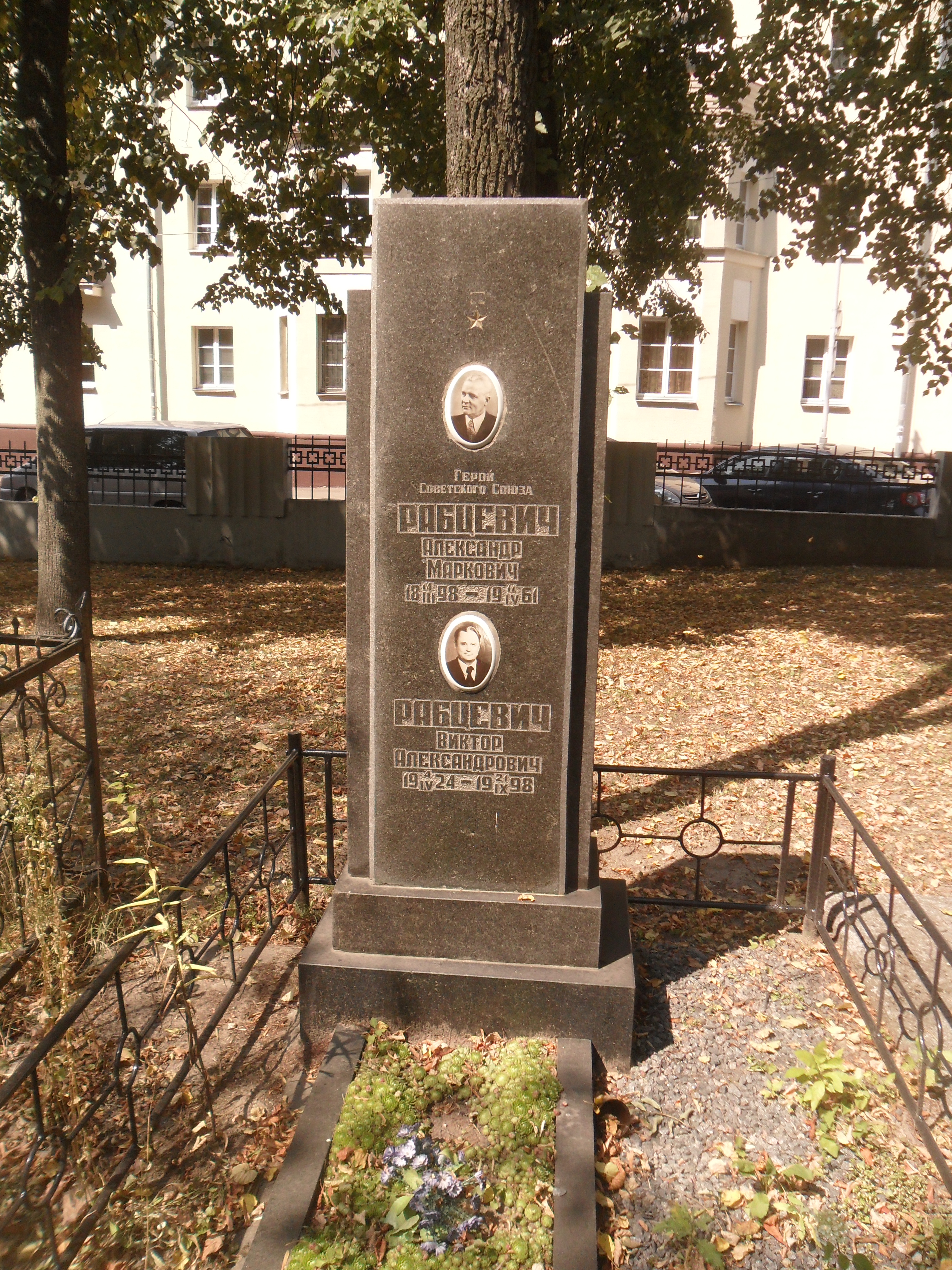
Могила Рабцевича на Военном кладбище Минска

Родился в деревне Лозовая Буда Бобруйского уезда Минской губернии (ныне Могилёвская область Республики Беларусь) в семье крестьян. Окончил сельскую школу.
В 1916 году призван в армию, служил рядовым, унтер-офицером. После Октябрьской революции 1917 года вернулся домой. Вскоре после прихода белополяков вступил со своим братом в партизанский отряд К. П. Орловского. В 1918 году вступил в РСДРП(б) и в ряды РККА. В 1920 году, окончив школу комсостава, был направлен начальником полковой команды разведчиков 29-го стрелкового полка. В январе 1921 года Разведывательным управлением штаба РККА Западного фронта направлен на партизанскую работу в Западную Белоруссию.
С 1925 года в органах государственной безопасности. С 1930 по 1937 год — председатель организованного им колхоза в Бобруйском уезде. В 1937—1938 годах участвовал добровольцем в гражданской войне в Испании, командовал разведотрядом. За успешные действия награждён орденом Красной Звезды.
С началом Великой Отечественной войны командует ротой, затем батальоном в ОМСБОНе. С июня 1942 года — командир партизанского отряда «Храбрецы», действовавшего в Могилёвской, Полесской и Пинской областях Белоруссии. Разработал план и руководил осуществлением операции, известной как «Диверсия Крыловича», в ходе которой подпольщик Ф. А. Крылович сумел заминировать и уничтожить практически полностью инфраструктуру важнейшей железнодорожной базы немецких войск в Осиповичах.
С марта 1945 года по сентябрь 1952 года в органах госбезопасности Белорусской ССР.
Умер 11 апреля 1961 года. Похоронен на Военном кладбище Минска.

## Награды
Указом Президиума Верховного Совета СССР от 5 ноября 1944 года «за образцовое выполнение боевых заданий командования в тылу немецко-фашистских захватчиков и проявленные при этом отвагу и мужество» присвоено звание Героя Советского Союза (медаль «Золотая Звезда» № 4512).
Награждён орденом Ленина, орденом Красного Знамени, орденом Отечественной войны 2-й степени, орденом Красной Звезды, орденом «Знак Почёта», медалями.

## Память
Именем Рабцевича названа улица в городе Кировск.